# Dödinghausen
Koordinaten: 51° 21′ 34″ N, 8° 52′ 9″ O
Dödinghausen ist eine Wüstung in der Gemarkung von Wirmighausen in der nordhessischen Gemeinde Diemelsee.

## Geographische Lage
Der Ort lag auf etwa 435 Meter über Normalhöhennull, ungefähr in der Mitte zwischen Wirmighausen und Vasbeck und etwas über einen Kilometer westlich von Gembeck.

## Geschichte
Es sind mehrere Namensvarianten bekannt. Das Ersterwähnungsdatum der Wüstung ist umstritten. Die bekannten urkundlichen Zeugnisse finden sich in folgender Übersicht:
- Dodanhusun (1028–1036) [ungewiss, ob auf Dödinghausen zu beziehen, 12. Jahrhundert Vita Meinwerci, hrsg. von Guido M. Berndt, S. 148–151, Cap. 108, Vita Meinwerci, in: MGH Scriptores rerum Germanicarum in usum scholarum 59: Tenckhoff, S. 58, Cap. 110]
- Dodenhus (13. Jahrhundert) [Verzeichnis von Zehnt-Einkünften der Abtei Corvey, in: Liber vitae der Abtei Corvey, Bd. 1, S. 113, i.5. Unklar, ob aus Dödinghausen zu beziehen]
- Thodinchusen (1255) [Urkunden Kloster Bredelar, S. 79, Nr. 73]
- Dodinchusen (1258) [Urkunden Kloster Bredelar, S. 85, Nr. 83]
- Dodinchusen (1265) [Urkunden Kloster Bredelar, S. 98, Nr. 108]
- Dodinchusen (1286) [Urkunden Kloster Bredelar, S. 117, Nr. 155]

In der Zeit von 1028 bis 1036 schenkte die Adlige Reinike dem Bistum Paderborn ihren Besitz in Dodanhusen. 1286 überließ Elger Dickebir dem Kloster Bredelar als Memorienstiftung für seine Familie den Hof und zwei Hufen in Dödinghausen. 1325 überließ Konrad von Horhusen seinem Bruder Ulrich und dessen Familie seine Rechte in Dödinghausen.